# Optimus Rhyme

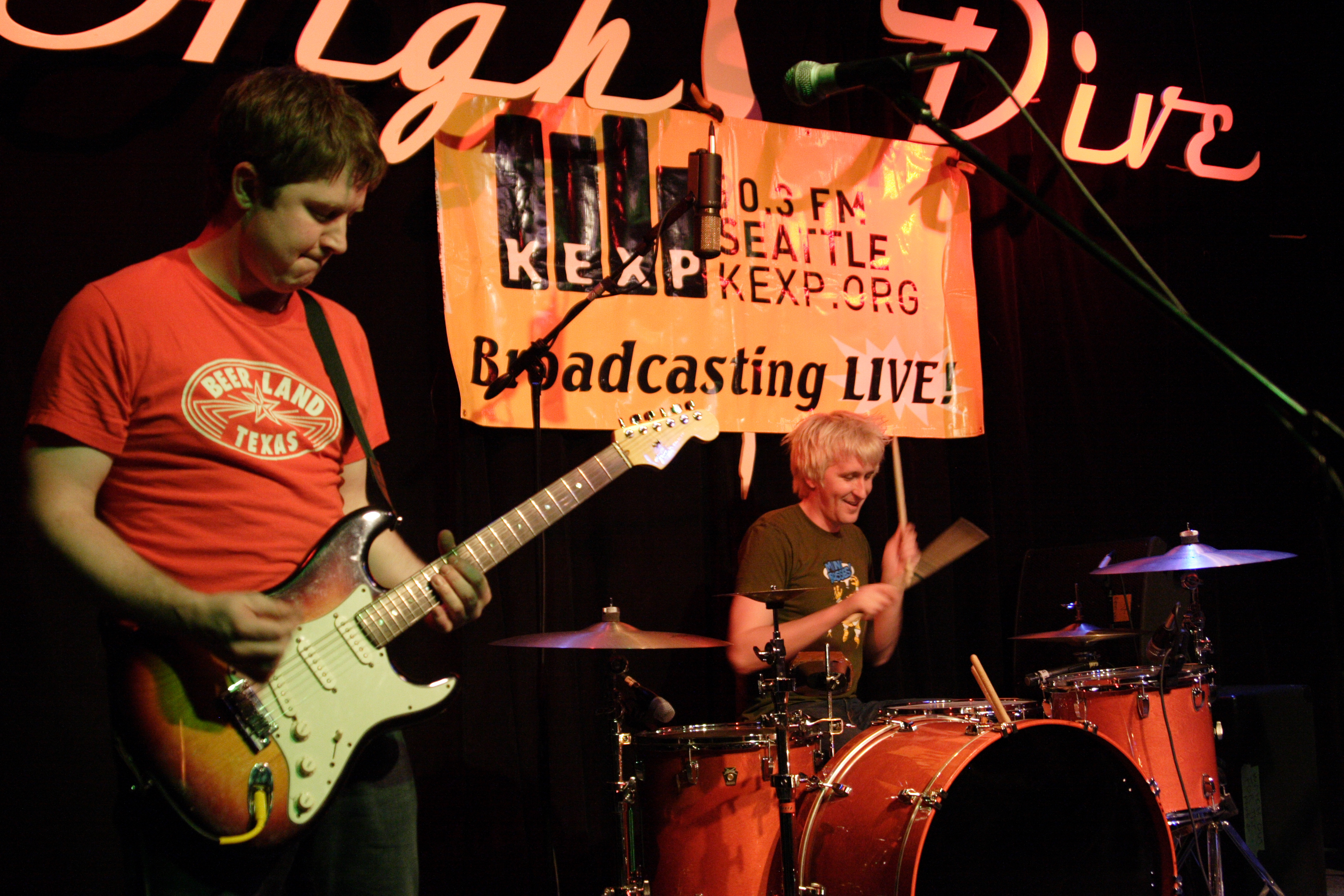
Auftritt der Gruppe im März 2007

Optimus Rhyme war eine Hip-Hop-Gruppe aus Seattle. Sie wird dem Genre Nerdcore zugeordnet.

## Bandgeschichte
Optimus Rhyme wurde im Jahr 2000 in Seattle gegründet. 2004 erschien nach einigen Demos und EPs das selbstbetitelte Debütalbum über ihre eigene Plattenfirma Narcofunk Records und im Vertrieb von CDBaby. Es wurde von Produzent Jack Endino produziert. Bekannt wurde die Band vor allem durch Radio-Airplay auf KEXP Radio Seattle. 2006 erschien das zweite Album School the Indie Rockers, ebenfalls von Endino produziert. Nach einem Remixalbum 2007, an dem sich auch MC Frontalot beteiligte, löste sich die Band wieder auf. Die Band trat häufig im Umfeld der Penny Arcade Expo auf.

## Musikstil
Der Name der Band sowie die Künstlernamen der Mitglieder und ein großer Teil ihrer Texte stellen einen Bezug zu der Spielzeugserie Transformers her. Ihr Image ist ebenfalls davon beeinflusst. So geben sie vor, Hip-Hop-Roboter zu sein, die gegen die sogenannten Wackacons („wack“ bedeutet im Hip-Hop-Jargon schlecht zu sein, insbesondere schlecht zu rappen) in Seattle kämpfen. Alle Mitglieder wuchsen in den 1980ern und 1990ern auf und hatten eine starke Bindung zur technologischen Entwicklung jener Zeit. Viele Texte handeln gerade von der Kunst des Rappens und der Wortspiele. Ihre Musik ist eine Kombination aus Rap, Hip-Hop und Funkrock. Insbesondere besaß die Gruppe mit Powerthighs (Gitarre), Stumblebee (Bass) und Grimrock (Schlagzeug) eine echte Backing-Band, die das im Genre übliche Sampling und Looping weitestgehend ersetzen.

## Diskografie

### Alben
- 2004: Optimus Rhyme (Narcofunk Records)
- 2006: School the Indie Rockers (Narcofunk Records)
- 2007: He Dies in Rocket School (Remixalbum, McCraken)

### Singles
- 2003: Compiler
- 2004: Ford Vs. Chevy

### Sonstige Veröffentlichungen
- 2002: AutoBeat EP
- 2003: Positronic Pathways
- 2004: Brobot Demos
- 2008: transfORmed EP